# 辻初樹
辻初樹（日语：／ Tsuji Hatsuki，1950年—），日本男性動畫師、動畫演出家、動畫導演。出身於北海道。

## 經歷
辻初樹在涉足動畫之前，曾經在月刊少女漫畫雜誌上發表過幾部作品。其風格與當時的和田慎二、柴田昌弘相似。
在動畫早期，他曾為東京電影（後來的TMS Entertainment）製作動畫，後來他曾一度隸屬於GALLOP。離開公司後，他一直作為自由工作者工作。他參與過無數動畫的製作，有時也獨自擔任分鏡、演出、作畫監督。
其導演代表作有《緞帶魔法姬》、《小紅帽恰恰》。近年來也擔任《遊☆戲☆王 怪獸之決鬥GX》、《卡片鬥士翔》、《卡片鬥爭!! 先導者》等卡片戰鬥系列的導演。
自第二部起，他參與了《魯邦三世》系列所有電視系列的演出、作畫等工作，並擔任了2019年《魯邦三世：過去的監獄》的導演。
他說他曾說過一段時間他想當導演，但因為這是一個不能用副業完成的項目，所以時機似乎一直不太合適。
他表示，自己一直說想當導演，但因為是單手無法完成的項目，所以時機一直不太成熟，並表示「執導《魯邦三世》一直是我的夢想」。

## 參加作品

### 電視動畫
1977年
- 魯邦三世 (TV第2系列)（日语：ルパン三世 (TV第2シリーズ)）（—1980年，原畫）

1981年
- 小麻煩千惠 (TV第1系列)（—1983年，原畫）

1984年
- 魯邦三世 PARTIII（日语：ルパン三世 PARTIII）（—1985年，作畫監督）
- （原畫）
- 名偵探福爾摩斯（—1985年，原畫）

1985年
- 鄰家女孩（—1987年，作畫監督）
- 搞怪拍檔（故事分鏡、作畫監督）
- 高校！奇面組（日语：ハイスクール!奇面組）（—1987年，作畫監督）[a]

1987年
- 動畫三劍客（日语：アニメ三銃士）（配角設定、作畫監督、原畫）

1989年
- 少棒小魔投（—1990年，人物設定、總作畫監督）
- 搞怪刑事（日语：がきデカ）（—1990年，分鏡、演出、總作畫監督[b]、作畫監督[b]）

1990年
- 至尊勇者（—1991年，人物設定、總作畫監督、作畫監督、分鏡、演出）

1991年
- 電腦小奇俠（日语：ゲンジ通信あげだま）（—1992年，人物設定、總作畫監督、作畫監督、分鏡、演出）

1992年
- 緞帶魔法姬（—1993年，導演[2]）

1994年
- 小紅帽恰恰（—1995年，導演）

1996年
- 浪客劍心（—1998年，作畫監督、原畫、OP作畫）
- 烏龍派出所（—2004年，分鏡、演出、原畫[b]）

1997年
- 神奇寶貝（—2002年，分鏡、原畫）

v 1998年
- 頭文字D（作畫監督）

1999年
- 魔裝機神賽巴斯達（日语：魔装機神サイバスター (テレビアニメ)）（作畫監督）

2000年
- 變形金剛：Car Robot（日语：トランスフォーマー カーロボット）（人物設定、分鏡）
- 遊☆戲☆王 怪獸之決鬥（—2004年，分鏡、作畫監督、原畫[b]）

2001年
- 鋼鐵天使2式（分鏡）
- 神奇寶貝 雷公雷的傳說（分鏡、原畫）
- 宇宙人形17（—2002年，演出）

2002年
- 神奇寶貝超世代（—2006年，分鏡）
- 神奇寶貝 Side Story（—2004年，分鏡）

2003年
- 貯金大冒險（—2005年，分鏡）

2004年
- 遊☆戲☆王 怪獸之決鬥GX（—2008年，導演[3]）

2006年
- 遊☆戲☆王 怪獸之決鬥ALEX（日语：遊☆戯☆王デュエルモンスターズALEX）（分鏡）[c]

2008年
- 棒球大聯盟 4th season（分鏡）
- 吸血鬼騎士 Guilty（分鏡）
- 卡片鬥士翔（—2009年，導演[4]）

2009年
- 名偵探柯南（—2010年、2022年—，分鏡、原畫）

2010年
- 棒球大聯盟 6th season（分鏡）

2011年
- 卡片鬥爭!! 先導者（—2012年，導演[5]）

2012年
- 卡片鬥爭!! 先導者 亞洲巡迴賽篇（—2013年，導演[6]）

2013年
- 卡片鬥爭!! 先導者 王牌連接篇（—2014年，導演[7]）

2014年
- 卡片鬥爭!! 先導者 雙鬥搭檔篇（導演[8]）
- 戰國BASARA Judge End（原畫）

2015年
- 魯邦三世 PART IV（作畫監督）
- CROSSANGE 天使與龍的輪舞（作畫監督）
- 英雄銀行（日语：ヒーローバンク）（分鏡）
- 神奇寶貝XY（原畫）
- Million Doll（分鏡、演出）

2016年
- 麵包與和平！（導演[9][10]）
- 12歲。 ～小小的胸口心跳加速～（分鏡）
- ReLIFE（分鏡[11]）
- 驅魔少年 HALLOW（分鏡[12][13]、原畫）

2017年
- 卡片鬥爭!! 先導者G NEXT（分鏡）
- 月色真美（作畫監督）
- 猜謎王（分鏡）
- 便利商店情人（日语：コンビニカレシ）（作畫監督）
- 國王遊戲 The Animation（作畫監督）

2018年
- 魯邦三世 PART5（分鏡、演出[14]）
- 千銃士（分鏡）

2019年
- 魯邦三世：過去的監獄（日语：ルパン三世 プリズン・オブ・ザ・パスト）（導演[15]）

2020年
- 異常生物見聞錄（分鏡、演出）

2021年
- 魯邦三世 PART6（2021年—2022年，分鏡[d]、演出[e]、劇集總監[f]、原畫）
- 妖怪學園Y ～與N的遭遇～（日语：妖怪学園Y 〜Nとの遭遇〜）（分鏡）
- 百萬噸級武藏（分鏡）

2022年
- 勇者、辭職不幹了（分鏡）
- 不會拿捏距離的阿波連同學（分鏡）

2023年
- 為了養老，我要在異世界存8萬枚金幣（分鏡）
- HIGH CARD 至高之牌（分鏡）
- 謊言遊戲（分鏡）
- MF GHOST（分鏡）

2024年
- 七大罪 啟示錄四騎士（分鏡）
- 女僕冥土小姐（分鏡）

2025年
- 雖然是公會的櫃檯小姐，但因為不想加班所以打算獨自討伐迷宮頭目（分鏡）
- 被驅逐出勇者隊伍的白魔導師，被S級冒險者撿到（分鏡）

### 電影動畫
1997年
- 浪客劍心：給維新志士的鎮魂歌（導演、人物設定、總作畫監督）

2000年
- 劇場版 神奇寶貝：結晶塔的帝王（分鏡、原畫）

2001年
- 劇場版 神奇寶貝：雪拉比 穿梭時空的相遇（原畫）

2002年
- 劇場版 神奇寶貝：水都的守護神 拉帝亞斯與拉帝歐斯（作畫監督、原畫）

2003年
- 劇場版 神奇寶貝：七夜的許願星 基拉祈（分鏡、原畫）

2004年
- 遊☆戲☆王 怪獸之決鬥：光之金字塔（導演）

2006年
- 劇場版 神奇寶貝：蒼海的王子 瑪納霏（原畫）

2008年
- 劇場版 神奇寶貝：騎拉帝納與冰空的花束 潔咪（原畫）

2009年
- 劇場版 神奇寶貝：阿爾宙斯 超克的時空（原畫）

2010年
- 昆蟲物語 孤兒哈奇 ～勇氣的旋律～（原畫）

2011年
- 閃電十一人GO 究極之絆 獅鷲獸（原畫）

2015年
- Pokemon the movie XY 光環的超魔神 胡帕（原畫）

### OVA
1987年
- Maps 星圖傳說傳說的徘徊星人們（日语：マップス (OVA)#1987年（学研）版）（人物設定、作畫監督）
- 夢幻紳士 冒險活劇篇（導演、人物設定）

1995年
- 小紅帽恰恰 OVA系列（—1996年，導演）

2010年
- 名偵探柯南 KID in TRAP ISLAND（分鏡）

### 網路動畫
2017年
- 超游世界（日语：超游世界）（導演）

2021年
- 爆丸7 Geogan Rising（分鏡）

2022年
- 爆丸 Evolutions（日语：爆丸エボリューションズ）（分鏡）

### 遊戲
1996年
- 小紅帽恰恰 ～麻煩的！恐慌競賽！～（導演、人物設定）

2009年
- 閃電十一人2 威脅的侵略者（遊戲劇中動畫原畫）

## 腳註

## 相關項目
- 日本動畫師列表（日语：アニメ関係者一覧）